# Étienne-Henri Mengin du Val d'Ailly
Pour les articles homonymes, voir Mengin.
Étienne-Henri Mengin du Val d'Ailly, né le 4 février 1778, à Rouen, et mort le 13 juillet 1865, à Versailles, est un marin français qui participa à l'expédition vers les Terres australes que conduisit Nicolas Baudin au départ du Havre à compter du 19 octobre 1800 et devint gouverneur de l'île Bourbon, poste qu'il occupa du 5 juillet 1830 au 7 novembre 1832, puis gouverneur de la Martinique, de 1840 à 1844.

## Biographie
À son arrivée à Bourbon, il doit redresser l'économie de l'île ravagée par une série de cyclones, il décide de créer une Chambre de commerce le 7 août 1830. Le 20 octobre 1830, Bourbon apprend la chute de Charles X, le gouverneur Du Val d'Ailly attendra dix jours avant de décorer la ville et les bateaux par le drapeau tricolore. Vers 1831, Étienne-Henri Mengin du Val d'Ailly est informé de l'existence des Francs-Créoles, une association du mouvement carbonarisme, et il invite plusieurs responsables à s'expliquer. Un Conseil colonial de Bourbon sera par la suite créé.
Le 14 octobre 1840, il est nommé contre-amiral.

## Décoration
- Commandeur de la Légion d'honneur, en 1836
- Chevalier de l'ordre royal et militaire de Saint-Louis